# Ferrari 512

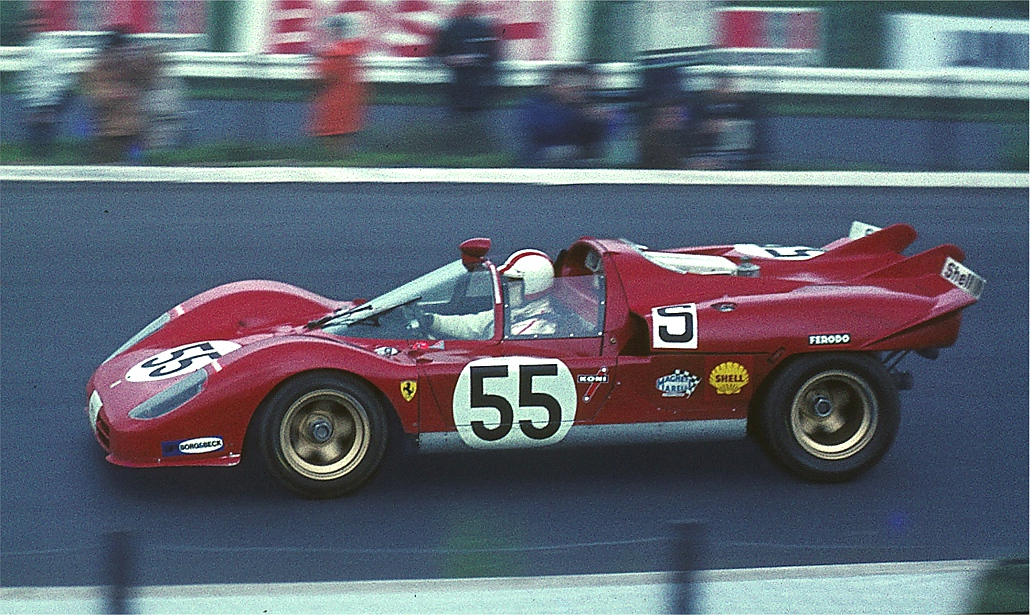
Nino Vaccarella conduciendo un Ferrari 512 en Nürburgring en 1970.

El Ferrari 512 fue un automóvil de carreras relacionado con la serie P de prototipos Ferrari. Corrió entre los años 1970 y 1971, cuando fue retirado por un cambio en el reglamento. El nombre 512 proviene del uso de un motor de 5 litros y 12 cilindros en V.

## Historia
Ferrari solía competir con prototipos, hasta que en 1968 el reglamento limitó el tamaño del motor de los coches del Grupo 6 (prototipos) a 3,0 litros. Para la temporada de 1970, Ferrari decidió seguir la táctica de Porsche y su 917 de crear al menos 25 unidades del modelo, y así cumpliendo la normativa del Grupo 5 de coches deportivos, poder competir. Con ayuda del Grupo Fiat se llevó a cabo esta arriesgada apuesta. Los coches sobrantes fueron vendidos a clientes de la competición.
El motor del 512 S era un nuevo V12 con 560 CV (412 kW) de potencia. Comparado con el motor del Porsche de 12 cilindros planos, tenía la desventaja de no estar refrigerado por aire, lo que hacía llevar un laberinto de tubos de refrigeración y un gran radiador. Puesto que el chasis era de acero, reforzado con una plancha de aluminio, el peso era 100 kg mayor que el del 917 de Porsche. A pesar de la diferencia de peso, el Ferrari 512 S y el Porsche 917 fueron coches bastante parejos.
Al principio de los años 70, el 512 S fue obstaculizado por problemas de fiabilidad, a la vez de tener una débil suspensión e incomodidades de la transmisión. Pero el hecho de que Porsche tuviera ya una experiencia con su 917 obtenida en 1969, fue determinante para el resto de la temporada.
Al contrario que Porsche, Ferrari no quiso competir más allá de la escudería oficial. Además de ella, había escuderías privadas como Scuderia Filipinetti, NART, Écurie Francorchamps, Scuderia Picchio Rosso, GeLo Racing Team y Escudería Montjuich. Estas jamás recibieron material de fábrica para mejorar los coches. Eran considerados meros participantes, no candidatos al triunfo. En el caso de Porsche, por el contrario, las escuderías como JWA Gulf, KG Salzburg y Martini Racing, recibían todo el apoyo de fábrica. Todos ellos fueron coches punteros. Incluso las privadas AAW Shell Racing y David Piper Racing recibían mejores ayudas que los clientes de Ferrari.